# Annabeth Gish
Annabeth Gish (nacida como Anne Elizabeth Gish; Albuquerque, Nuevo México; 13 de marzo de 1971) es una actriz estadounidense de cine y televisión conocida por sus papeles protagónicos en Shag, Mystic Pizza y The X-Files.

## Biografía
Gish es hija de Robert y Judy Gish. Cuando tenía 2 años de edad, su familia se trasladó a Cedar Falls, Iowa, donde ella se crio con su hermano Tim y su hermana Robin. Su padre era profesor de Inglés en la Universidad de Northern Iowa; su madre era una maestra de escuela primaria. 
Gish está casada con Wade Allen, un ex acróbata, y ambos tienen dos hijos, Cash Alexander Allen, nacido en 2007, y Enzo Edward Allen, nacido en 2008.

## Carrera
Durante su juventud, Gish acumuló experiencia y consiguió un papel en la película de 1986 Desert Bloom. Durante este tiempo fue activa en la denominación luterana y aprendió a hablar español con fluidez. Gish fue a la escuela secundaria North High School en Cedar Falls, de donde se graduó en 1989. Asistió a la Universidad de Duke, donde fue miembro de la hermandad Kappa Kappa Gamma y centró sus energías en el programa de teatro, estudios de cine y estudios sobre la mujer. Obtuvo una licenciatura en Inglés en julio de 1993.
En 1989, Gish obtuvo su primer gran papel de película de televisión cuando interpretó a una víctima de violación llamada Lyn McKenna.
Gish encarnó a Anne Hampton, la segunda esposa de Rhett Butler, en 1994 en la miniserie televisiva Scarlett. 
En 1996, Gish interpretó a Tracey en Beautiful Girls.
En 1997, recibió su primer papel principal en una película, retratando a Susan Sparks y actuando junto a Shaquille O'Neal en la adaptación al cine del personaje de DC Comics Steel. Después protagonizó la cinta SLC Punk, estrenada el 24 de septiembre de 1998.
En 2001, se unió al elenco de The X-Files como la agente especial Mónica Reyes después de que la estrella de la serie David Duchovny anunciara su intención de abandonar el programa. Durante la octava y novena temporadas, Gish y su colega recién llegado, Robert Patrick, se convirtieron en los personajes principales del programa. Aunque sus actuaciones en general eran buenas, los índices de audiencia siguieron disminuyendo con la salida de David Duchovny y su colega Gillian Anderson en su novena temporada.
En 2003 fue estrella invitada en The West Wing. donde interpretó a Bartlet Westin Isabel, la hija mayor del Presidente Josiah Bartlet (Martin Sheen) y volvió a aparecer varias veces durante las siguientes temporadas. El resto de la familia Bartlet lo componen la primera dama Abigail Bartlet (Stockard Channing) y de las hijas Ellie (Nina Siemaszko) y Zoey (Elisabeth Moss).
En 2006 Gish interpretó a Julia en la película independiente The Celestine Prophecy y coprotagonizó Candles on Bay Street junto a Eion Bailey y Alicia Silverstone. Ese mismo año, comenzó un papel importante en once episodios del drama de Showtime Brotherhood. En la serie es Eileen, que se esfuerza por mantener un modelo de familia política mientras lucha con el adulterio y el uso indebido de drogas. Gish ha dicho que su imagen de Eileen Caffee es el mejor papel que ha tenido en 22 años como actriz.
En 2012 apareció en un episodio de la serie Once Upon a Time como Anita, la mamá de Caperucita Roja.
En 2013 interpreta uno de los personajes principales en la serie The Bridge.
Obtuvo un papel de estrella invitada en Sons of Anarchy como la teniente Althea Jarry del Departamento del Sheriff del condado de San Joaquin. En el verano de 2015, se anunció que Gish regresaría como Mónica Reyes en la próxima temporada  de The X Files, y apareció en el sexto episodio de la temporada 10. Repitió su papel como agente Reyes para la undécima temporada del programa para la temporada de televisión 2017-2018. También coprotagonizó junto a Kate Bosworth, Thomas Jane y Dash Mihok en la película de suspenso de 2016 Before I Wake.

## Filmografía

### Cine
| Año  | Título                                 | Personaje                   | Observaciones                            |
| ---- | -------------------------------------- | --------------------------- | ---------------------------------------- |
| 1986 | Hero in the Family                     | Jessie                      |                                          |
| 1986 | Desert Bloom                           | Rose Chismore               |                                          |
| 1987 | Hiding Out                             | Ryan Campbell               |                                          |
| 1988 | Mystic Pizza                           | Kat Araujo                  | Nominada en Mejor actriz drama           |
| 1989 | Shag                                   | Caroline "Pudge" Carmichael |                                          |
| 1989 | When He's Not a Stranger               | Lyn McKenna                 | Cortometraje Nominada—Mejor actriz drama |
| 1990 | Coupe de Ville                         | Tammy                       |                                          |
| 1991 | The Last to Go                         | Lydia                       | Película para televisión                 |
| 1992 | Lady Against the Odds                  | Sylvia Raffray              | Película para televisión                 |
| 1993 | Silent Cries                           | Hazel Hampton               |                                          |
| 1994 | Wyatt Earp                             | Urilla Sutherland           |                                          |
| 1995 | The Last Supper                        | Paulie                      |                                          |
| 1995 | Nixon                                  | Julie Nixon Eisenhower      |                                          |
| 1996 | Beautiful Girls                        | Tracy Stover                |                                          |
| 1996 | Don't Look Back                        | Michelle                    | Película para televisión                 |
| 1996 | What Love Sees                         | Jean Treadway Holly         | Película para televisión                 |
| 1997 | True Women                             | Euphemia Ashby              | Película para televisión                 |
| 1997 | Mayday—Flug in den Tod                 | Maria Philips               |                                          |
| 1997 | Steel                                  | Susan Sparks                |                                          |
| 1998 | SLC Punk!                              | Trish                       |                                          |
| 1998 | To Live Again                          | Karen Holmes                | Cortometraje                             |
| 1999 | Double Jeopardy                        | Angie Green/Angie Ryder     |                                          |
| 1999 | God's New Plan                         | Claire Hutton               | Cortometraje                             |
| 1999 | Different                              | Hope Goodell                |                                          |
| 1999 | Sealed with a Kiss                     | Robbie                      |                                          |
| 1999 | No Higher Love                         | Claire Hutton/Young         |                                          |
| 2001 | The Way She Moves                      | Amie                        | Cortometraje                             |
| 2001 | Pursuit of Happiness                   | Marissa                     |                                          |
| 2001 | Morning                                | Lily                        |                                          |
| 2001 | Race to Space                          | Dra. Donni McGuinness       |                                          |
| 2002 | Buying the Cow                         | Nicole                      |                                          |
| 2002 | A Death in the Family                  | Mary Follet                 | Telefilm                                 |
| 2004 | Knots                                  | Greta Siegel                |                                          |
| 2004 | Life on Liberty Street                 | Denise Di Fiori             | Película para televisión                 |
| 2005 | El detective de Arthur Hailey          | Cynthia Ernst               | Película para televisión                 |
| 2006 | Gillery's Little Secret                | Gillery                     | Cortometraje                             |
| 2006 | The Celestine Prophecy                 | Julia                       |                                          |
| 2006 | Mojave Phone Booth                     | Beth                        |                                          |
| 2006 | Desperation                            | Mary Jackson                |                                          |
| 2006 | Candles on Bay Street                  | Lydia                       | Película de televisión                   |
| 2008 | Of Murder and Memory                   | Sally Linden                | Película de televisión                   |
| 2009 | An American Girl Chrissa Stands Strong | Meg Maxwell                 |                                          |
| 2010 | At Risk                                | Det. Delma Sykes            | Película para televisión                 |
| 2010 | The Letter                             | Beth                        | Cortometraje                             |
| 2011 | The Chaperone                          | Lynne                       |                                          |
| 2011 | Commerce                               | Beth                        | Cortometraje                             |
| 2011 | Texas Killing Fields                   | Gwen Heigh                  |                                          |
| 2011 | Home Run Showdown                      | Michelle                    |                                          |
| 2012 | A Mother's Nightmare                   | Maddie                      | Película para televisión                 |
| 2016 | Before I Wake                          | Natalie                     |                                          |
| 2016 | Grass Stains                           | Mrs. Turner                 |                                          |
| 2016 | Term Life                              | Lucy                        |                                          |
| 2018 | Nightmare Cinema                       | Charity                     |                                          |
| 2018 | A Father's Nightmare                   | Maddie Stewart              | Película para televisión                 |
| 2018 | Charlie Says                           | Virginian Carlson           |                                          |
| 2019 | Rim of the World                       | Grace                       |                                          |

### Televisión
| Año     | Título                            | Personaje                | Observaciones                                          |
| ------- | --------------------------------- | ------------------------ | ------------------------------------------------------ |
| 1994    | Scarlett                          | Anne Hampton             | 4 episodios                                            |
| 1995    | Courthouse                        | Lenore Laderman          | 11 episodios                                           |
| 1996    | Chicago Hope                      | Amy Peletier             | Episodio: "Three Men and a Lady"                       |
| 2001–18 | The X-Files                       | Monica Reyes             | 27 episodios Nominada-Mejor actriz de reparto en Drama |
| 2004    | CSI: Miami                        | Wendy Decker             | Episodio: "Not Landing"                                |
| 2003–06 | The West Wing                     | Elizabeth Bartlet Westin | 6 episodios                                            |
| 2008    | The Cleaner                       | Barbara Hoffler          | Episodio: "Meet the Joneses"                           |
| 2006–08 | Brotherhood                       | Eileen Caffee            | 29 episodios                                           |
| 2010    | Criminal Minds                    | Rebecca Hodges           | Episodio: "Parasite"                                   |
| 2010    | FlashForward                      | Lita                     | 3 episodios                                            |
| 2011    | Lie to Me                         | Ilene                    | Episodio: "Saved"                                      |
| 2011    | Against the Wall                  | Chief Julie Carmen       | Episodio: "A Good Cop"                                 |
| 2011    | Bag of Bones                      | Jo Noonan                | 2 episodios                                            |
| 2011–12 | CSI: Crime Scene Investigation    | Laura Gabriel            | 3 episodes                                             |
| 2012    | Americana                         | Rachel Clarke            | Episodio piloto                                        |
| 2012    | Once Upon a Time                  | Anita                    | Episodio: "Child of the Moon"                          |
| 2011–15 | Pretty Little Liars               | Dra. Anne Sullivan       | 9 episodios                                            |
| 2013–14 | The Bridge                        | Charlotte Millwright     | 18 episodios                                           |
| 2013    | Parks and Recreation              | Stephanie Wyatt          | Episodio: "Partridge"                                  |
| 2014    | Parenthood                        | Ms. York                 | Episodio: "The Pontiac"                                |
| 2014    | Betrayal                          | Violet                   | Episodio: "...The Karsten Way"                         |
| 2014    | Sons of Anarchy                   | Sheriff Althea Jarry     | 10 episodios                                           |
| 2016    | Scandal                           | Lillian Forrester        | 3 episodios                                            |
| 2016    | Rizzoli & Isles                   | Alice Sands              | 3 episodios                                            |
| 2016    | Flaked                            | Alicia Wiener            | Episodio: "7th"                                        |
| 2016–17 | Halt and Catch Fire               | Diane Gould              | 17 episodios                                           |
| 2017    | Law & Order: Special Victims Unit | Carolyn Rivers           | Episodio: "Contrapasso"                                |
| 2018    | The Haunting of Hill House        | Clara Dudley             | 6 episodios                                            |
| 2024    | Pretty Little Liars               | Dra. Anne Sullivan       | Invitada 4 episodios, serie de TV Max                  |